# Правомир
Правомир (пол. Prawomir) — польский дворянский герб.

## Описание
В голубом поле под золотыми весами с двумя чашами — гусиное перо для письма влево наклонённое накрест с мечом рукоятью вниз обращённым.
Щит увенчан дворянскими шлемом и короной. Нашлемник: половина белого орла с оливковой ветвью о трёх листках в клюве. Намёт на щите голубой, подложенный серебром.

## Герб используют
Антон Ржемполусский, г. Правомир, секретарь Верховного суда Царства Польского, 17(29).04.1823 жалован дипломом на потомственное дворянское достоинство Царства Польского.